# Почумбеуць
Почумбеуць (рум. Pociumbăuți) — село в Ришканському районі Молдови. Утворює окрему комуну.

## Відомі люди
- Друк Мірча Георгійович — прем'єр-міністр Молдови (1990–1991).
- Влад Друк — молдовський кінорежисер.